# Almonacid de la Cuba
Almonacid de la Cuba (aragónul Almonecir de la Cuba) település Spanyolországban,  Zaragoza tartományban. Almonacid de la Cuba Azuara, Belchite, Fuendetodos, Letux, Puebla de Albortón és Lécera községekkel határos. Lakosainak száma 233 fő (2024).

## Népesség
A település lakosságának változását az alábbi diagram mutatja:
| Lakosok száma | 337  | 306  | 300  | 289  | 252  | 244  | 260  | 243  | 234  | 233  |
|               | 2001 | 2004 | 2007 | 2009 | 2012 | 2014 | 2017 | 2019 | 2022 | 2024 |